# Костев, Ион-Георгий Александрович
Ио́н-Гео́ргий Алекса́ндрович Ко́стев (род. 24 марта 1990 года, Таллин, Эстонская ССР, СССР) — российский хоккеист, выступавший за клубы главных хоккейных лиг России и Казахстана.

## Биография
Родился 24 марта 1990 года в Таллине. Воспитанник салехардской (первый тренер А. А. Канев) и кирово-чепецкой хоккейных школ. С 15 лет играл в юношеских составах «Олимпии» (первенство России, сезон 2005/2006) и ЦСКА (первенство Москвы, сезон 2006/2007). Затем вошёл в основной состав «Олимпии» (первая лига чемпионата России).
В сезоне 2008/2009 года перешёл в команду высшей лиги «Нефтяник» (Лениногорск), а после её расформирования — переехал в Нижнекамск, где выступал за «Нефтехимик» (КХЛ), в течение сезонов усиливая «Реактор» (МХЛ). В сезоне 2012/2013 выступал за пензенский «Дизель» (ВХЛ), на стадии «плей-офф» был привлечён к играм «Нефтехимика» в КХЛ.
С 2013 года выступал за клубы ВХЛ — тюменский «Рубин» (2013—2015) и альметьевский «Нефтяник» (2015—2016). В 2016 году перешёл в алма-атинский клуб «Алматы», выступающий в чемпионате Казахстана. В 2017 году вернулся в ВХЛ в составе нижнетагильского «Спутника». В завершении сезона 2017/2018 пробовался в двух восточно-европейских клубах: играющем в Словацкой первой лиге клубе «Дубница-над-Вагом» из города Дубница-над-Вагом, и в сербском клубе «Црвена Звезда» из Белграда, в играх плей-офф Сербской хоккейной лиги (где клуб стал чемпионом) и Международной хоккейной лиги, объединившей с этого сезона ряд клубов Словении, Хорватии и Сербии.
Был дисквалифицирован ИИХФ на 2 года (до 17 мая 2020 года) за допинг-нарушение. В 2020 году вошёл в состав выступающего в созданной в Татарстане «Единой рабочей хоккейной лиге» любительского клуба «Нептун» из Альметьевска.